# Caius Sosius
Caius Sosius (mort après 17 av. J.-C.) est un homme politique et militaire de la fin de la République romaine et du règne d'Auguste. Il est consul en 32 av. J.-C.
Il est un des protagonistes des guerres civiles romaines et devient rapidement un partisan de Marc Antoine. Gouverneur de Syrie et de Cilicie entre 38 et 35 av. J.-C., il reprend Jérusalem en 37 av. J.-C. permettant à Hérode de devenir roi de Judée. Il reçoit le triomphe pour ses actions. C'est l'un des derniers partisans d'Antoine, ne se rendant à Octavien qu'après la bataille d'Actium où il commande une partie de la flotte.

## Biographie
Un « Caius Sosius » est questeur de Manius Aemilius Lepidus en l'an 66 av. J.-C., mais il doit sans doute être distingué du futur consul.
Caius Sosius devient préteur en l'an 49 av. J.-C. Au début de la guerre civile entre César et Pompée, il rejoint le camp des optimates menés par Pompée et Caton le Jeune jusqu'à leur départ en Grèce, retournant alors à Rome et se soumettant à Jules César.
Après l'assassinat de Jules César en 44 av. J.-C., il devient un partisan de Marc Antoine.
Ce dernier le nomme gouverneur de Syrie et de Cilicie pendant la guerre romano-parthique en 38 av. J.-C. Il y succède à Publius Ventidius Bassus, autre grand partisan d'Antoine et vainqueur des Parthes. Comme gouverneur, Antoine lui ordonne de soutenir Hérode contre Antigone II Mattathiah, alors que ce dernier est en possession de Jérusalem. Sosius s'empare de l'île et de la ville d'Aradus sur la côte de la Phénicie à la fin de l'année 38 av. J.-C. En 37 av. J.-C., il marche sur Jérusalem et devient maître de la ville à la suite d'un siège. Hérode est nommé roi de Judée par le Sénat romain,,,,. Son successeur en 35 av. J.-C. est Lucius Munatius Plancus.
En 34 av. J.-C., en remerciement de ses services en Orient, on lui attribue un triomphe à Rome à l'instar de Ventidius Bassus quelques années plus tôt.
En 32 av. J.-C., il devient consul avec Cnaeus Domitius Ahenobarbus, tous deux étant des partisans d'Antoine. Le conflit entre les triumvirs s'intensifie et c'est dans cette atmosphère tendue qu'Ahenobarbus et Sosius entament leur consulat, le 1er janvier 32,,. Caius Sosius attaque Octavien lors d'un discours devant le Sénat. Octavien, qui s'attendait à ce genre d'attaque, s'est absenté de Rome afin d'examiner les différentes accusations et de préparer une réponse appropriée. Il revient à Rome en février, lance de nombreuses accusations contre Antoine et se fait accompagner de nombreux hommes en arme. Cette démonstration de force intimide les consuls et 300 sénateurs qui partent pour Éphèse, où se situe le quartier général d'Antoine, en mars.
En 31 av. J.-C., il commande une escadre de la flotte de Marc Antoine, battant l'escadre de Lucius Arruntius, partisan d'Octavien, et réussit à le mettre en fuite. Lorsque Arruntius est soutenu par Marcus Vipsanius Agrippa, après que celui-ci a vaincu et tué Tarcondimotus, roi de Cilicie, Sosius est contraint de fuir.
Lors de la bataille d'Actium, Sosius commande l'aile gauche de la flotte d'Antoine. C'est peut-être lui qui prend l'initiative de commencer le combat après de longues heures d'attente face à face. Après la bataille, il parvient à retourner dans le golfe Ambracique où il se trouve à nouveau enfermé. Son escadre étant affaiblie et isolée, Antoine et Cléopâtre ayant réussi à s'enfuir en haute mer, il choisit de se rendre à Octavien, qui lui pardonne grâce à l'intercession de Lucius Arruntius,,,,.
Revenu à Rome, il accomplit son projet de construction du temple d'Apollon Sosianus commencé en 34 av. J.-C., le consacrant au nom d'Octavien.
Sosius assiste aux Jeux séculaires de l’an 17 av. J.-C. comme quindecemviri sacris faciundis, collège dont il devient membre en 31 av. J.-C.

## Famille
On lui connait seulement deux filles : Sosia et Sosia Galla, peut-être avec une certaine Asinia, Nonia ou Aelia. Le gentilice revient avec Quintus Sosius Senecio, consul en 99 et 107 et proche conseiller de Trajan et Saint Sosius (275-305).

## Nom de la commune de Soisy-sur-Seine
Un général romain nommé Sosius est à l'origine du nom de la ville de Soisy-sur-Seine. Il existe d'autres Sosius dans l'histoire, comme Quintus Sosius Senecio, deux fois consul et proche conseiller de l'empereur Trajan.

« Les origines de la ville remonteraient à l’époque romaine, durant laquelle un général romain dénommé Sosius y aurait installé sa garnison en bord de Seine. »

— Site de la ville de Soisy-sur-Seine (Essonne, France), section « Patrimoine » [lire en ligne].

« ... de Sociacum, qui dérive du nom du général romain Sosius. »

— Site topic-topos, patrimoine des communes de France, article « Soisy-sur-Seine » [lire en ligne].